# أولاد عبو أولاد احميدة 1 (دار بوعزة)
أولاد عبو أولاد احميدة 1 هي إحدى مشيخات المملكة المغربية، تتبع جغرافيا لإقليم النواصر وإداريًا لدار بوعزة. يقدر عدد سكانها بـ 6655 نسمة حسب الإحصاء الرسمي للسكان والسكنى لسنة 2004.